# Toyoki Takeda
Toyoki Takeda (jap. 武田豊樹 Takeda Toyoki; ur. 9 stycznia 1974 w Shari) – japoński łyżwiarz szybki.

## Kariera
Największe sukcesy w karierze Toyoki Takeda osiągał w sezonie 2001/2002, kiedy zajął drugie miejsce w klasyfikacji końcowej Pucharu Świata na 500 m. Wyprzedził go jedynie Kanadyjczyk Jeremy Wotherspoon, a trzecie miejsce zajął Casey FitzRandolph z USA. Ponadto w sezonie 2000/2001 Japończyk zajął trzecie miejsce w tej klasyfikacji, ulegając jedynie swemu rodakowi Hiroyasu Shimizu i Wotherspoonowi. W zawodach PŚ zadebiutował 26 stycznia 1999 roku w Collalbo, gdzie był dziewiętnasty na 500 m. Pierwsze podium wywalczył 28 lutego 1999 roku w Roseville, zajmując trzecie miejsce na tym dystansie. Jeszcze 12 razy plasował się w pierwszej trójce, odnosząc przy tym trzy zwycięstwa: 9 grudnia 2001 roku w Calgary oraz 8 i 9 marca 2002 roku w Inzell wygrywał w biegu na 500 m. Nigdy nie zdobył medalu mistrzostw świata, jego najlepszym wynikiem było siódme miejsce w biegu na 500 m wywalczone podczas dystansowych mistrzostw świata w Nagano w 2000 roku i rozgrywanych rok później dystansowych mistrzostw świata w Salt Lake City. Czterokrotnie startował w sprinterskich mistrzostwach świata, najlepszy wynik osiągając na mistrzostwach w Seulu w 2000 roku, gdzie był ósmy. W 2002 roku brał udział w igrzyskach olimpijskich w Salt Lake City, zajmując ósme miejsce w biegu na 500 m i szesnaste na dwukrotnie dłuższym dystansie.